# Lechaschau
Lechaschau is een gemeente in het district Reutte in de Oostenrijkse deelstaat Tirol.
Lechaschau ligt in het Reuttener Talbecken, het dalbekken bij Reutte. Het ligt op de linkeroever van de Lech. Het dorp werd in 1218 voor het eerst vermeld, maar heette tot 1888 Lech. Toen werd besloten de naam van de gemeente te veranderen om verwarring met Lech am Arlberg te voorkomen. De naam is afgeleid van Lech in der Aschau, waarbij Aschau staat voor een met essen (Asch-) begroeide vlakte bij een rivier of beek (-au). Het dorp kwam tot bloei na de voltooiing van de brug over de Lech naar Reutte in 1464, waarover gedurende vele eeuwen het zouttransport naar het Tannheimer Tal liep.
Bach · Berwang · Biberwier · Bichlbach · Breitenwang · Ehenbichl · Ehrwald · Elbigenalp · Elmen · Forchach · Grän · Gramais · Häselgehr · Heiterwang · Hinterhornbach · Höfen · Holzgau · Jungholz · Kaisers · Lechaschau · Lermoos · Musau · Namlos · Nesselwängle · Pfafflar · Pflach · Pinswang · Reutte · Schattwald · Stanzach · Steeg · Tannheim · Vils · Vorderhornbach · Wängle · Weißenbach am Lech · Zöblen
- Gemeinsame Normdatei: 1067470867
- Virtual International Authority File: 314867681